# Franz von Redwitz
Franz Freiherr von Redwitz (* 7. Oktober 1888 in München; † 11. Oktober 1963 ebd.) war ein deutscher Hofbeamter. Redwitz war unter anderem von 1923 bis 1950 Hofmarschall des letzten bayerischen Kronprinzen Rupprecht und anschließend Chef der Hof- und Vermögensverwaltung des Hauses Wittelsbach.

## Leben und Tätigkeit
Redwitz war ein Sohn des bayerischen Kammerherrn Philipp von Redwitz und seiner Ehefrau einer Freiin von Stilfried. Sein älterer Bruder war Alfons von Redwitz. Nach dem Besuch eines humanistischen Gymnasiums in München, wo der spätere Hitlervertraute Ernst Hanfstaengl zu seinen Mitschülern gehörte, schlug er die Militärlaufbahn ein.
Zum 15. Juli 1908 trat er als Fahnenjunker in das 1. bayerische Schwere Reiterregiment ein. Zum 20. Februar 1909 wurde er in diesem zum Fähnrich und am 23. Oktober 1910 zum Leutnant befördert.
Ab 1914 nahm Redwitz am Ersten Weltkrieg teil. Zum 1. Juni 1915 wurde er zum Oberleutnant befördert. Am 1. Juli 1916 wurde Redwitz zum persönlichen Adjutanten des bayerischen Kronprinzen Rupprecht ernannt. In dieser Stellung erreichte er am 18. August 1918, kurz vor Kriegsende, den Rang eines Rittmeisters.
In den ersten Jahren nach dem Ersten Weltkrieg war Redwitz in führender Stellung in der bayerischen Heimatschutzbewegung sowie in Bestrebungen zur Wiederherstellung der bayerischen Landesmonarchie involviert. Insbesondere stand er auch in enger Beziehung zur Organisation Escherich.
Von 1921 bis 1922 war Redwitz Mitglied der deutschen Heeresfriedenskommission. 1923 ernannte ihn der bayerische Thronprätendent Rupprecht von Bayern zum Hofmarschall seines Hauses, das aufgrund der monarchistischen Bestrebungen im bayerischen Raum in den Nachkriegsjahren einen regionalpolitischen Faktor darstellte. 1924 versuchte Redwitz' alter Schulfreund Ernst Hanfstaengl diesen dafür zu gewinnen, dass die bayerischen Monarchisten und speziell der ehemalige Kronprinz sich zugunsten einer Amnestierung Adolf Hitlers, der sich zu dieser Zeit nach seinem gescheiterten Putschversuch vom November 1923 in Haft befand, einsetzen sollten, wofür dieser sich im Gegenzug für die Interessen der Monarchisten einsetzen sollte. Redwitz soll sich diesem Vorschlag gegenüber, Hanfstaengl zufolge, zwar aufgeschlossen gezeigt haben, ihn aber schließlich, da der Kronprinz ihn ablehnte, nicht weiter verfolgt haben. 
Die Stellung als Hofmarschall Rupprecht von Bayerns behielt Redwitz bis 1950 bei. 1933 wurde er zusätzlich, als Nachfolger des Grafen von Soden, zum Kabinettschef Rupprechts erhoben.
Im Zuge der Röhm-Affäre vom Sommer 1934 wurde Redwitz, damals einer der führenden bayerischen Monarchisten, von der Bayerischen Politischen Polizei verhaftet und einige Wochen lang in einem Konzentrationslager festgehalten, im August jedoch wieder auf freien Fuß gesetzt. Im Ausland wurde er teilweise irrtümlich als erschossen gemeldet.
In den folgenden Jahren gehörte Redwitz in Verbindung zu dem bayerisch-bürgerlichen Widerstandskreis gegen die NS-Herrschaft um den ehemaligen bayerischen Gesandten in Berlin Franz Sperr. So wurden ab 1935 heimliche Treffen von Sperr mit politischen Oppositionellen, die er in seinen Kreis zog, in Redwitz' Haus abgehalten. Dort fanden sich u. a. auch der Reichswehrminister Otto Geßler sowie der ehemalige bayerische Handelsminister und Reichswirtschaftsminister Eduard Hamm ein, um mit diesem und Sperr staatspolitische Pläne für die Zeit nach dem erhofften Zusammenbruch des Nationalsozialismus zu erörtern.
1940 wurde Redwitz zur Wehrmacht eingezogen und als Leiter der Abteilung für Wehrersatz im Wehrbereich VII eingesetzt. In dieser Stellung wurde er zum Major und Oberstleutnant befördert. Bei Kriegsende wurde er wegen Unzuverlässigkeit aus der Wehrmacht entlassen.
1950 wurde Redwitz zum Chef der Hof- und Vermögensverwaltung des Hauses Wittelbach sowie zum Mitglied des Wittelsbacher Ausgleichsfonds ernannt, dessen Vorsitzender er später wurde. Nach dem Tod Rupprechts war Redwitz noch bis 1958 Präsident der Kanzlei und Verwaltung des Herzogs Albrecht von Bayern.

## Schriften
- Kronprinz Rupprecht und der Widerstand in Bayern, unveröffentlichtes Manuskript 1960/19 062.